# 阳平关站
阳平关站是位于陕西省汉中市宁强县阳平关镇的一个铁路车站，邮政编码724408。车站建于1956年，有阳安铁路和寶成铁路经过该站，现办理客货运业务，车站及其上下行区间均为电气化区段。车站隶属西安铁路局，是三等站。
阳平关站为一站两场式车站，西场为阳平关站（本站），中心里程为宝成线K268+314m（阳安线K0+00m），东场为阳平关东站，中心里程为阳安线K2+435m。